# Chapelle du Saint-Esprit de Noisy-le-Sec
Pour les articles homonymes, voir Chapelle du Saint-Esprit.
La chapelle du Saint-Esprit est une chapelle catholique située quartier du Londeau, rue Charles-Baudelaire à Noisy-le-Sec.
Le lieu-dit du Londeau (Longuedeaux, Longueau) est mentionné dès la fin du Moyen Âge. Son premier seigneur connu avec certitude est Nicolas Pyoline, procureur au parlement de Paris dans la première moitié du XVIIe siècle
Après la Révolution, Nicolas Tripier – maire de Noisy-le-Sec de 1819 à 1829 – fait l’acquisition du domaine pour y construire un pavillon, au futur emplacement des tours d'habitations actuelles.
Après plusieurs modifications et changements de propriétaires, ce pavillon est acheté en 1914 par les pères jésuites de l'Action populaire (Futur CERAS).
En 1923, l'ordre des Carmélites du Saint-Esprit, fondé en 1918 à Juvisy-sur-Orge, en fait l'acquisition. En 1964, la mairie exproprie le bâtiment et ses dépendances. Les derniers membres quittèrent le Carmel avec la promesse de la mairie qu'une chapelle s'élèverait au cœur de la future cité HLM du Londeau. Le projet de réhabiliter le bâtiment en établissement scolaire fut finalement abandonné et le couvent rasé en 1968.
Toutefois, la promesse d'édifier une chapelle est réalisée en 1971, par l'Œuvre des Chantiers du Cardinal. C'est un édifice à la structure métallique rectangulaire, fait de matériaux très simples. Au sous-sol se trouve une salle de réunion qui servait autrefois de logement au prêtre.
Le bâtiment est intégralement restauré en 2015,.